# Litorhina pseudocollaris
Litorhina pseudocollaris är en tvåvingeart som först beskrevs av Mario Bezzi 1924.  Litorhina pseudocollaris ingår i släktet Litorhina och familjen svävflugor. Inga underarter finns listade i Catalogue of Life.